# Rio di Sant'Andrea (Santa Croce)
Ne doit pas être confondu avec Rio di Sant'Andrea (Cannaregio).

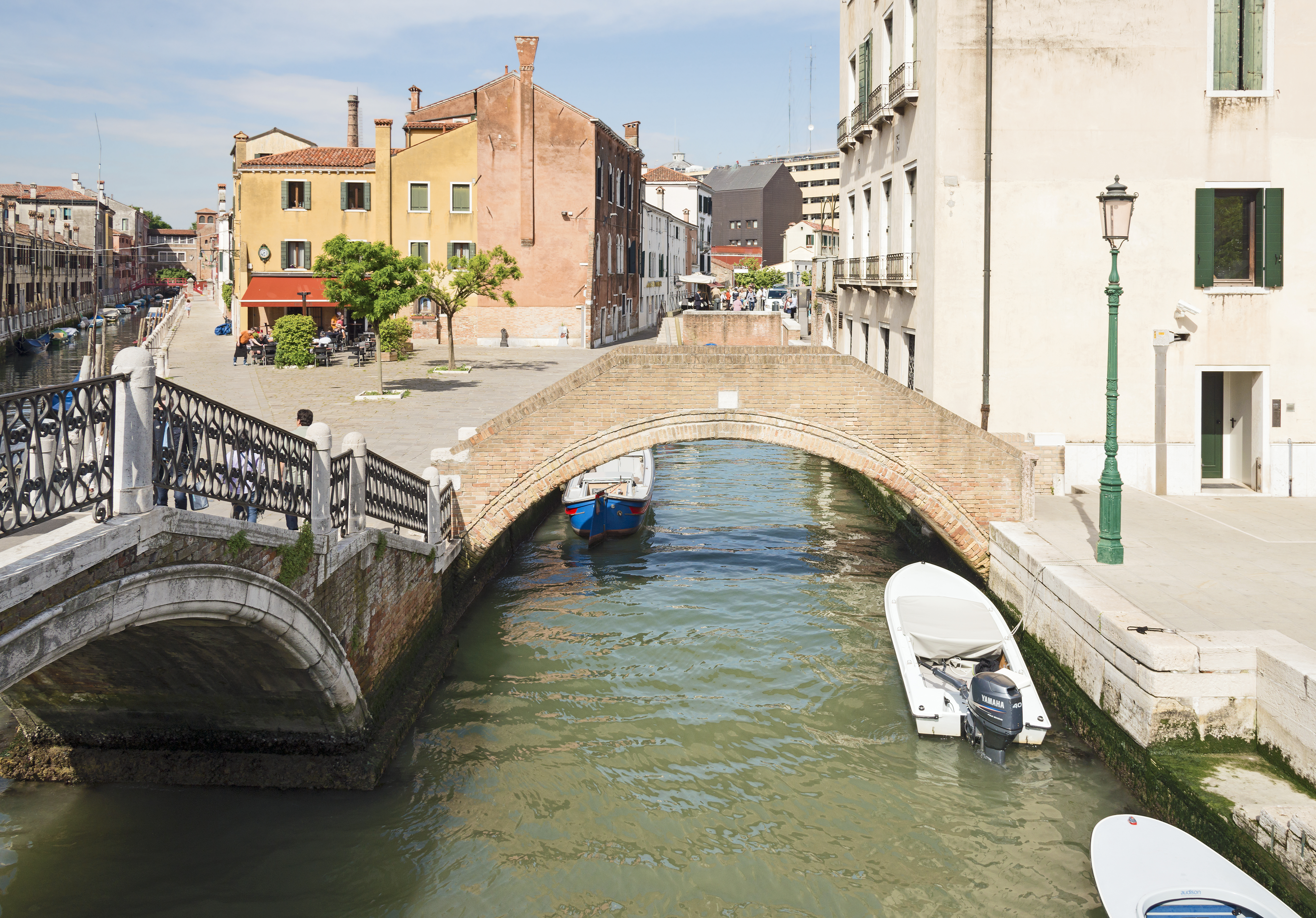
Rio di Sant'Andrea : Ponte Cossetti

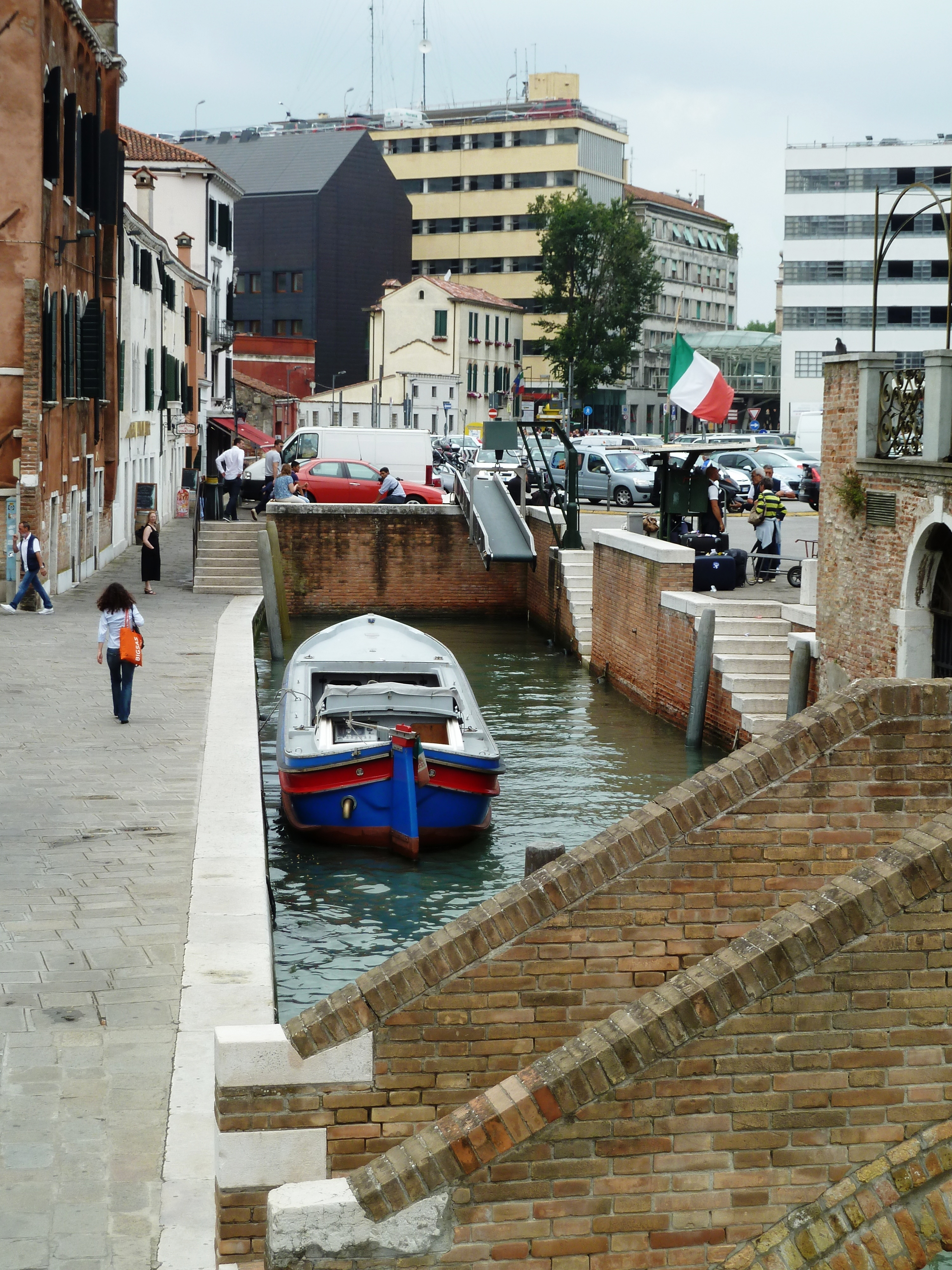
Le reste du rio

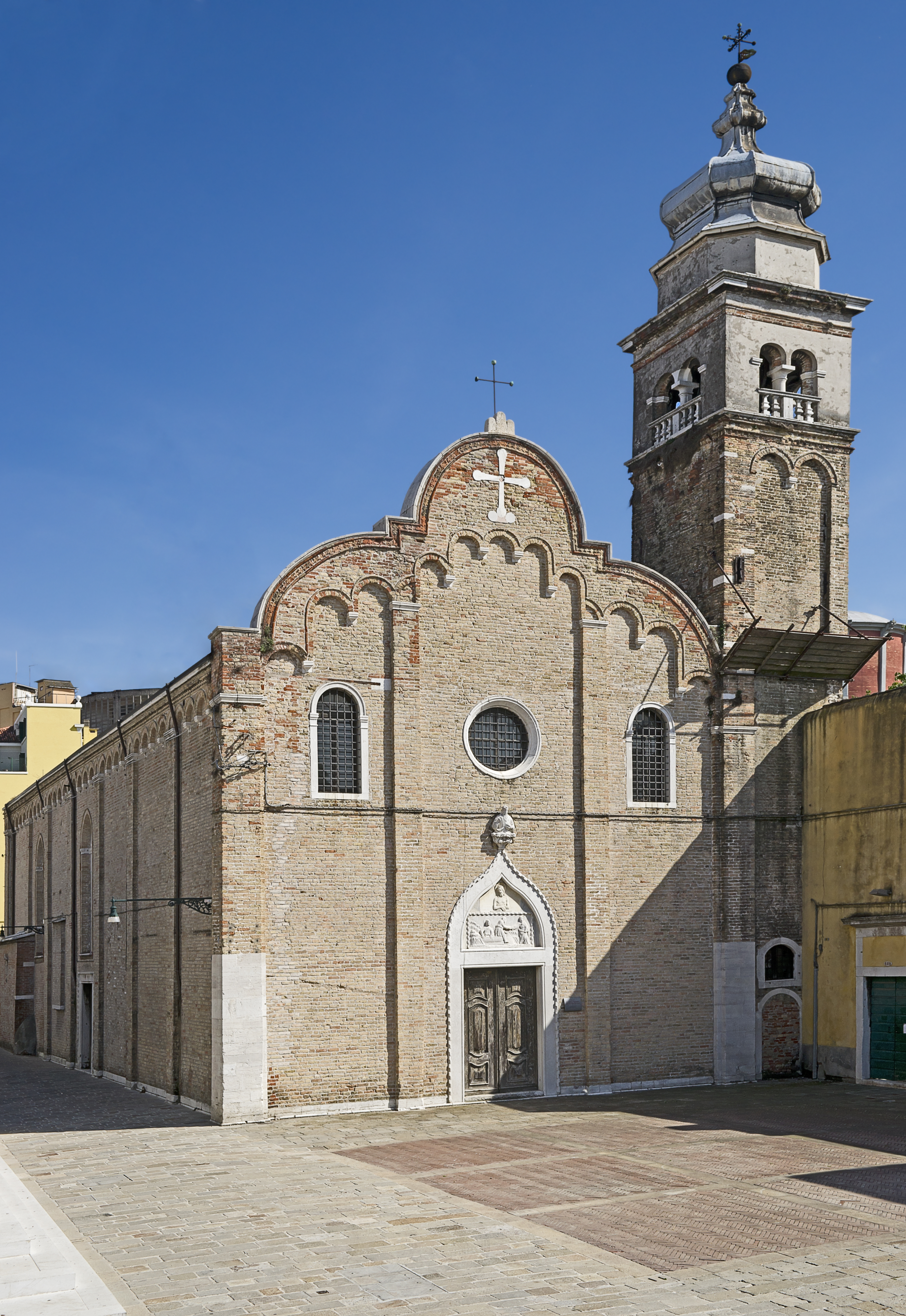
L'ancienne église Saint André de la Zirada

Le rio di Sant'Andrea (en vénitien rio de Sant'Andrea; canal de Saint-André) est un restant de canal de Venise dans le sestiere de Santa Croce. 

## Description
Le rio de Sant'Andrea est composé de deux restes d'un ancien canal. Sa partie est a une longueur d'environ 50 mètres et débouche sur le flanc ouest du carrefour en étoile des rio Novo, rio del Gaffaro, rio dei Tre Ponti et rio de le Burchiele. Sa partie ouest a une longueur d'environ 100 mètres et débouche sur le rio di Santa Marta.
Jadis, le Rio de Sant'Andrea partait du Rio dei Tre Ponti et se divisait en deux branches dans l'actuel garage communal San Marco, après un tracé rectiligne allant du sud-est au nord-ouest. La branche de gauche s'appelait Rielo de Sant’Andrea et allait vers le rio di Santa Marta, tandis que la branche de droite, aujourd'hui fondamenta Sant'Andrea fut déjà enterrée vers 1500.
La branche à gauche, Rielo de Sant’Andrea a été enterrée en 1949 lors de l’élargissement des piazzale Roma. La rivière était traversée par un pont en pierre avant le garage San Marco appelé Ponte di Sant’Andrea et par deux ponts privés. Le Rio de Sant'Andrea avait également un petit canal mort, appelé Rielo dei Scievoli, qui se glissait dans les Piazzale Roma. Le canal avait un quai sur son flanc sud, la Fondamenta de Sant’Andrea, préservée à ce jour.

## Toponymie
Ce canal fut partiellement asséché pour faire place au Piazzale Roma, les fondamente de Sant'Andrea et le rio Terà Sant'Andrea en témoignent.
Le nom provient de l'ancienne Église Sant'Andrea della Zirada.

## Ponts
Ce rio est traversé par le : Ponte Cossetti. Martin Cuccetti acheta ici une maison vers 1873 reliant le fondamenta Cossetti au fondamenta del Pagan.